# Calera (Alabama)
Calera é uma cidade localizada no estado americano do Alabama, no Condado de Chilton e Condado de Shelby.

## Demografia
Segundo o censo americano de 2000, a sua população era de 3158 habitantes.
Em 2006, foi estimada uma população de 8329, um aumento de 5171 (163.7%).

## Geografia
De acordo com o United States Census Bureau, a localidade tem uma área de 33,5 km², dos quais 33,4 km² cobertos por terra e 0,1 km² cobertos por água.

## Localidades na vizinhança
O diagrama seguinte representa as localidades num raio de 24 km ao redor de Calera.